# Puchar Świata w skokach narciarskich w Klingenthal
Puchar Świata w skokach narciarskich w Klingenthal – zawody w skokach narciarskich, przeprowadzane w ramach Pucharu Świata w skokach narciarskich od sezonu 1985/1986. Areną zmagań raz była skocznia Aschbergschanze, a potem Vogtland Arena w Klingenthal. 
Zwycięzcą inauguracyjnego konkursu został Fin Matti Nykänen. Impreza do miasta leżącego w Saksonii powróciła w sezonie 2006/2007. Konkurs pierwotnie nie był w planach FIS. Rozegrano go dodatkowo, w miejsce odwołanych zawodów w Harrachovie. Triumfatorem zawodów został Austriak Gregor Schlierenzauer. Od sezonu 2008/2009 do sezonu 2012/2013 był tu rozgrywany jeden z konkursów w ramach FIS Team Tour. Kolejne zawody PŚ odbyły się 23 i 24 listopada 2013 roku i po raz pierwszy w historii zainaugurowały sezon Pucharu Świata w skokach narciarskich. W kolejnych dwóch latach również zostały rozegrane konkursy inaugurujące sezony 2014/2015 oraz 2015/2016.
Dotąd rozegrano 14 konkursów. Dwukrotnie wygrywali Polacy - Kamil Stoch w 2011 i Krzysztof Biegun w 2013 oraz dwukrotnie reprezentacja Polski wygrywali konkursy drużynowe w 2016 i 2019 roku.

## Podium poszczególnych konkursów PŚ mężczyzn w Klingenthal
| Lp  | Data              | Skocznia        | K / HS | Uwagi                  | 1. miejsce                                                                              | 2. miejsce                                                                                | 3. miejsce                                                                            |
| --- | ----------------- | --------------- | ------ | ---------------------- | --------------------------------------------------------------------------------------- | ----------------------------------------------------------------------------------------- | ------------------------------------------------------------------------------------- |
| 1.  | 18 stycznia 1986  | Aschbergschanze | K102   | –                      | Matti Nykänen                                                                           | Primož Ulaga                                                                              | Walerij Karietnikow                                                                   |
| 2.  | 7 lutego 2007     | Vogtland Arena  | HS140  | nocny                  | Gregor Schlierenzauer                                                                   | Simon Ammann                                                                              | Adam Małysz                                                                           |
| 3.  | 11 lutego 2009    | Vogtland Arena  | HS140  | FTT, nocny             | Gregor Schlierenzauer                                                                   | Anders Jacobsen                                                                           | Wolfgang Loitzl                                                                       |
| 4.  | 3 lutego 2010     | Vogtland Arena  | HS140  | FTT, nocny             | Simon Ammann                                                                            | Adam Małysz                                                                               | Gregor Schlierenzauer                                                                 |
| 5.  | 2 lutego 2011     | Vogtland Arena  | HS140  | FTT, nocny             | Kamil Stoch                                                                             | Thomas Morgenstern                                                                        | Simon Ammann                                                                          |
| 6.  | 16 lutego 2012    | Vogtland Arena  | HS140  | FTT                    | odwołany                                                                                | odwołany                                                                                  | odwołany                                                                              |
| 6.  | 13 lutego 2013    | Vogtland Arena  | HS140  | FTT, nocny             | Jaka Hvala                                                                              | Taku Takeuchi                                                                             | Gregor Schlierenzauer                                                                 |
| 7.  | 23 listopada 2013 | Vogtland Arena  | HS140  | nocny, druż. szczegóły | Słowenia 1. Jurij Tepeš 2. Robert Kranjec 3. Jaka Hvala 4. Peter Prevc                  | Niemcy 1. Andreas Wank 2. Karl Geiger 3. Andreas Wellinger 4. Severin Freund              | Japonia 1. Daiki Itō 2. Reruhi Shimizu 3. Noriaki Kasai 4. Taku Takeuchi              |
| 8.  | 24 listopada 2013 | Vogtland Arena  | HS140  | szczegóły              | Krzysztof Biegun                                                                        | Andreas Wellinger                                                                         | Jurij Tepeš                                                                           |
| 9.  | 22 listopada 2014 | Vogtland Arena  | HS140  | nocny, druż. szczegóły | Niemcy 1. Markus Eisenbichler 2. Richard Freitag 3. Andreas Wellinger 4. Severin Freund | Japonia 1. Reruhi Shimizu 2. Daiki Itō 3. Noriaki Kasai 4. Taku Takeuchi                  | Norwegia 1. Rune Velta 2. Anders Jacobsen 3. Anders Fannemel 4. Anders Bardal         |
| 10. | 23 listopada 2014 | Vogtland Arena  | HS140  | szczegóły              | Roman Koudelka                                                                          | Stefan Kraft                                                                              | Andreas Wellinger                                                                     |
| 11. | 21 listopada 2015 | Vogtland Arena  | HS140  | nocny, druż. szczegóły | Niemcy 1. Andreas Wellinger 2. Andreas Wank 3. Richard Freitag 4. Severin Freund        | Słowenia 1. Domen Prevc 2. Jurij Tepeš 3. Anže Lanišek 4. Peter Prevc                     | Austria 1. Michael Hayböck 2. Gregor Schlierenzauer 3. Manuel Fettner 4. Stefan Kraft |
| 12. | 22 listopada 2015 | Vogtland Arena  | HS140  | szczegóły              | Daniel-André Tande                                                                      | Peter Prevc                                                                               | Severin Freund                                                                        |
| 13. | 3 grudnia 2016    | Vogtland Arena  | HS140  | nocny, druż. szczegóły | Polska 1. Piotr Żyła 2. Kamil Stoch 3. Dawid Kubacki 4. Maciej Kot                      | Niemcy 1. Markus Eisenbichler 2. Andreas Wellinger 3. Richard Freitag 4. Severin Freund   | Austria 1. Michael Hayböck 2. Stefan Kraft 3. Andreas Kofler 4. Manuel Fettner        |
| 14. | 4 grudnia 2016    | Vogtland Arena  | HS140  | szczegóły              | Domen Prevc                                                                             | Daniel-André Tande                                                                        | Stefan Kraft                                                                          |
| 15. | 14 grudnia 2019   | Vogtland Arena  | HS140  | nocny, druż. szczegóły | Polska 1. Piotr Żyła 2. Jakub Wolny 3. Kamil Stoch 4. Dawid Kubacki                     | Austria 1. Philipp Aschenwald 2. Gregor Schlierenzauer 3. Michael Hayböck 4. Stefan Kraft | Japonia 1. Yukiya Satō 2. Daiki Itō 3. Junshirō Kobayashi 4. Ryōyū Kobayashi          |
| 16. | 15 grudnia 2019   | Vogtland Arena  | HS140  | nocny szczegóły        | Ryōyū Kobayashi                                                                         | Stefan Kraft                                                                              | Marius Lindvik                                                                        |
| 17. | 6 lutego 2021     | Vogtland Arena  | HS140  | –                      | Halvor Egner Granerud                                                                   | Kamil Stoch                                                                               | Bor Pavlovčič                                                                         |
| 18. | 7 lutego 2021     | Vogtland Arena  | HS140  | –                      | Halvor Egner Granerud                                                                   | Bor Pavlovčič                                                                             | Markus Eisenbichler                                                                   |
| 19. | 11 grudnia 2021   | Vogtland Arena  | HS140  | nocny                  | Stefan Kraft                                                                            | Halvor Egner Granerud                                                                     | Kamil Stoch                                                                           |
| 20. | 12 grudnia 2021   | Vogtland Arena  | HS140  | nocny                  | Ryōyū Kobayashi                                                                         | Daniel-André Tande                                                                        | Marius Lindvik                                                                        |
| 21. | 9 grudnia 2023    | Vogtland Arena  | HS140  | nocny                  | Karl Geiger                                                                             | Stefan Kraft                                                                              | Ryōyū Kobayashi                                                                       |
| 22. | 10 grudnia 2023   | Vogtland Arena  | HS140  | nocny                  | Karl Geiger                                                                             | Gregor Deschwanden                                                                        | Andreas Wellinger                                                                     |

## Podium poszczególnych konkursów PŚ kobiet w Klingenthal
| Lp | Data            | Skocznia       | HS    | Uwagi | 1. miejsce    | 2. miejsce   | 3. miejsce        |
| -- | --------------- | -------------- | ----- | ----- | ------------- | ------------ | ----------------- |
| 1. | 14 grudnia 2019 | Vogtland Arena | HS140 | [ 7 ] | Chiara Hölzl  | Ema Klinec   | Katharina Althaus |
| 2. | 10 grudnia 2021 | Vogtland Arena | HS140 |       | Marita Kramer | Silje Opseth | Urša Bogataj      |
| 3. | 11 grudnia 2021 | Vogtland Arena | HS140 |       | Marita Kramer | Silje Opseth | Katharina Althaus |

## Najwięcej razy na podium w konkursach indywidualnych mężczyzn
Uwzględnieni zawodnicy, którzy zajęli minimum dwa miejsca na podium (stan na 10 grudnia 2023)
| Miejsce | Zawodnik              | Zwycięstwa | 2. miejsca | 3. miejsca | Razem |
| ------- | --------------------- | ---------- | ---------- | ---------- | ----- |
| 1.      | Halvor Egner Granerud | 2          | 1          | 0          | 3     |
| 2.      | Gregor Schlierenzauer | 2          | 0          | 2          | 4     |
| 3.      | Ryōyū Kobayashi       | 2          | 0          | 1          | 3     |
| 4.      | Karl Geiger           | 2          | 0          | 0          | 2     |
| 5.      | Stefan Kraft          | 1          | 3          | 1          | 5     |
| 6.      | Daniel-André Tande    | 1          | 2          | 0          | 3     |
| 7.      | Simon Ammann          | 1          | 1          | 1          | 3     |
| 7.      | Kamil Stoch           | 1          | 1          | 1          | 3     |
| 9.      | Andreas Wellinger     | 0          | 1          | 2          | 3     |
| 10.     | Adam Małysz           | 0          | 1          | 1          | 2     |
| 10.     | Bor Pavlovčič         | 0          | 1          | 1          | 2     |
| 12.     | Marius Lindvik        | 0          | 0          | 2          | 2     |